# Junta Central Fallera
La Junta Central Fallera (JCF) és l'organisme autònom que regula i coordina la festa de les falles tant a la ciutat de València amb les comissions de cada falla, així com amb les Juntes de Districte. Té la seu a l'edifici adjunt al Museu Faller, situat en el número 117 de l'Avinguda de la Plata, al costat de l'església de Montolivet i enfront de la Ciutat de les Arts i les Ciències. La JCF s'encarrega, per exemple, de fer l'elecció de la Fallera Major de València, de triar les millors falles de totes les categories, així com d'organitzar els actes centrals de la festa, com l'Ofrena de Flors a la Mare de Déu dels Desamparats, i molts altres.
La Junta Central Fallera va ser creada en 1939, substituint al Comité Central Faller, que datava del 1928. Compta amb un president electiu, i des de 1944 també d'una presidència nata que depén de l'Ajuntament de València, quan es va designar al regidor de Fires i Festes. Presidit pel regidor de festes i l'alcalde de València, des de 2023 el president executiu és el regidor de festes, Santiago Ballester, i la presidència nata recau sobre l'Alcaldessa María José Catalá.